# Varenský záliv
Varenský záliv (bulharsky Варненски залив, Varnenski zaliv) je záliv Černého moře u bulharského město Varna.

## Popis
Záliv je ohraničen mysy Svatého Konstantina a Ilandžik. Jeho největší šířka mezi nimi je 3,5 námořní míle (6,5 km). Po Burgaském zálivu jde o největší záliv na bulharském pobřeží Černého moře. Pláž je pokryta pískem a střední část bahnitými sedimenty. Zátoka má ploché dno, které se svažuje k východu. Jeho maximální hloubka je 18,5 m. V západní části je uměle propojen s Varenským jezerem, což má velký vliv na biologickou rozmanitost obou vod. 
Podle bulharského zákona o mořských plochách, vnitrozemských vodních cestách a přístavech jde o vnitřní bulharské vody. Mezi roky 1950 a 1962 nesl jméno Stalinský záliv (bulharsky Сталински залив).

## Galerie

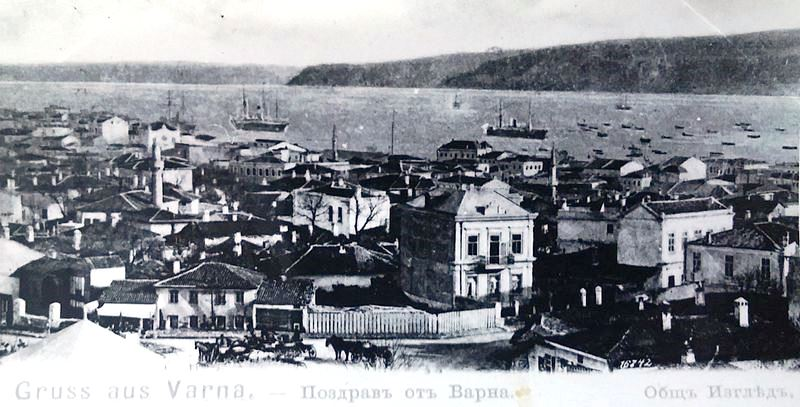
Pohled od města, 1901
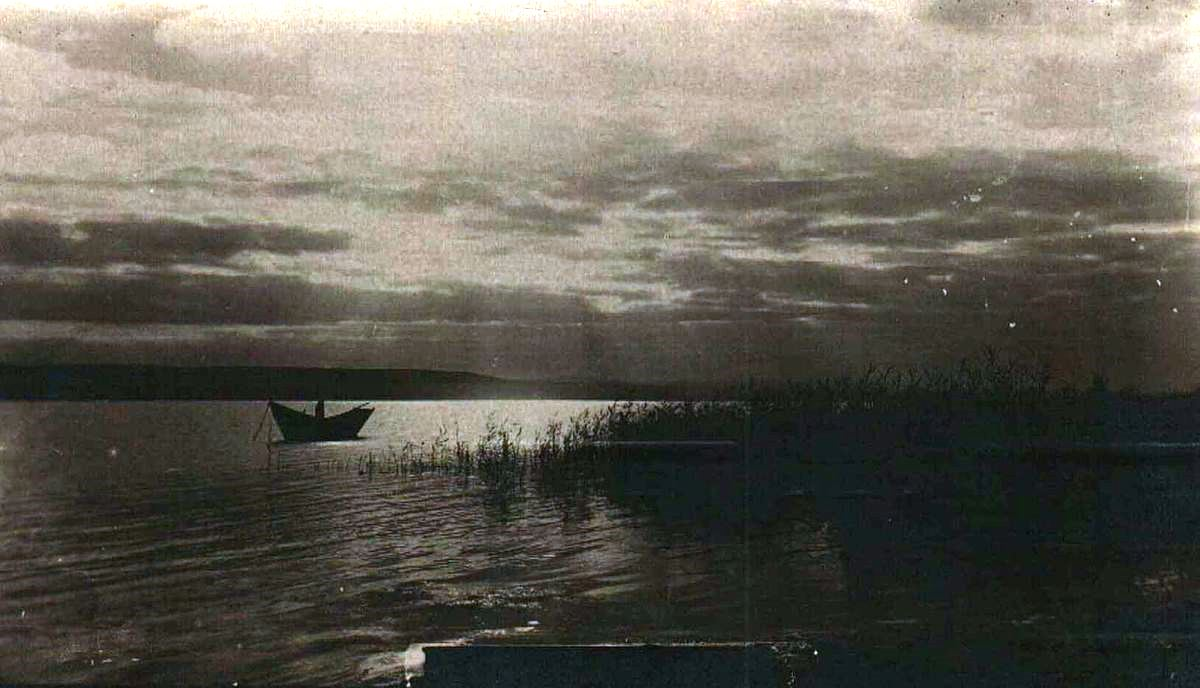
Varenský záliv, 1939
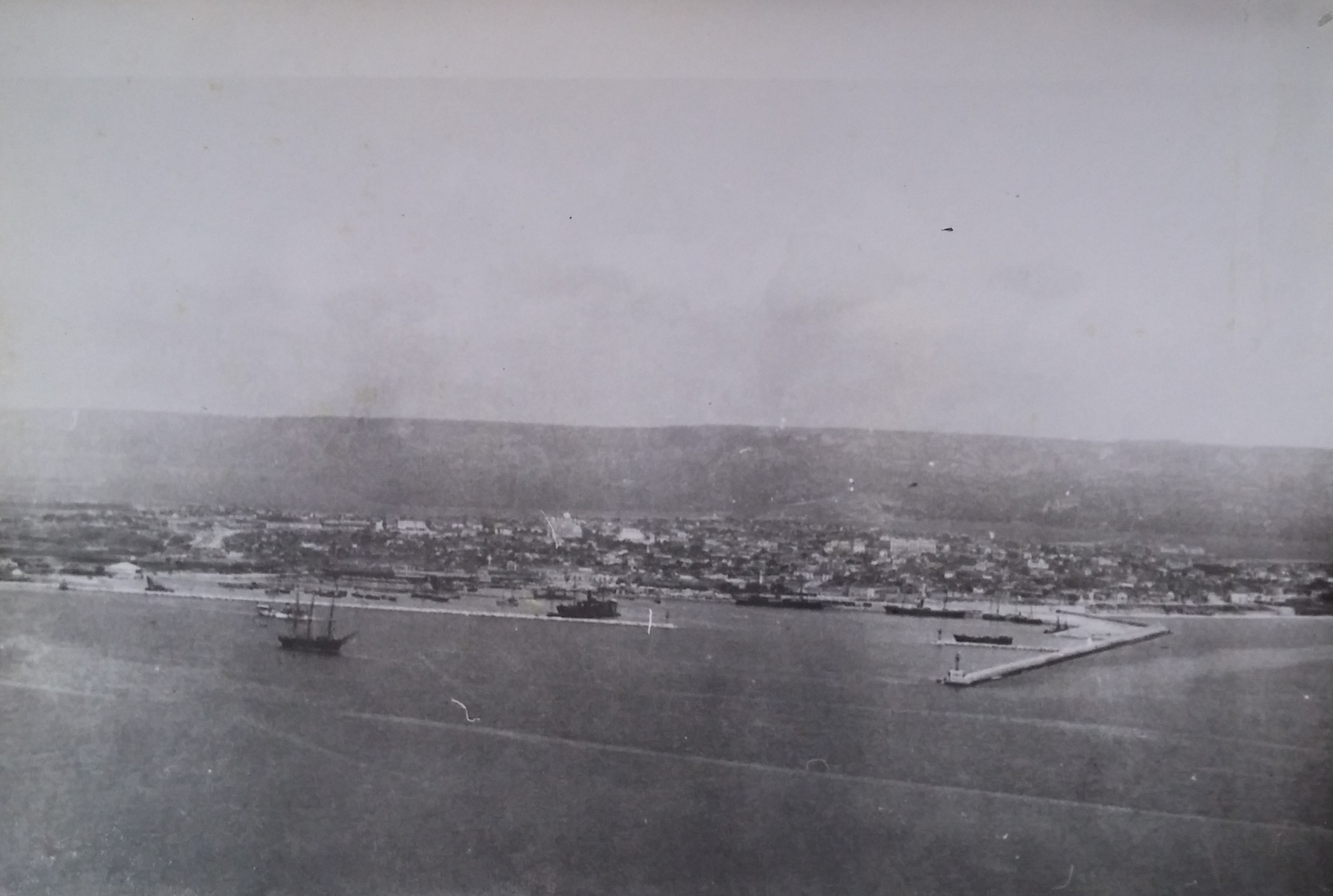
Varenský záliv po osvobození, cca 1944
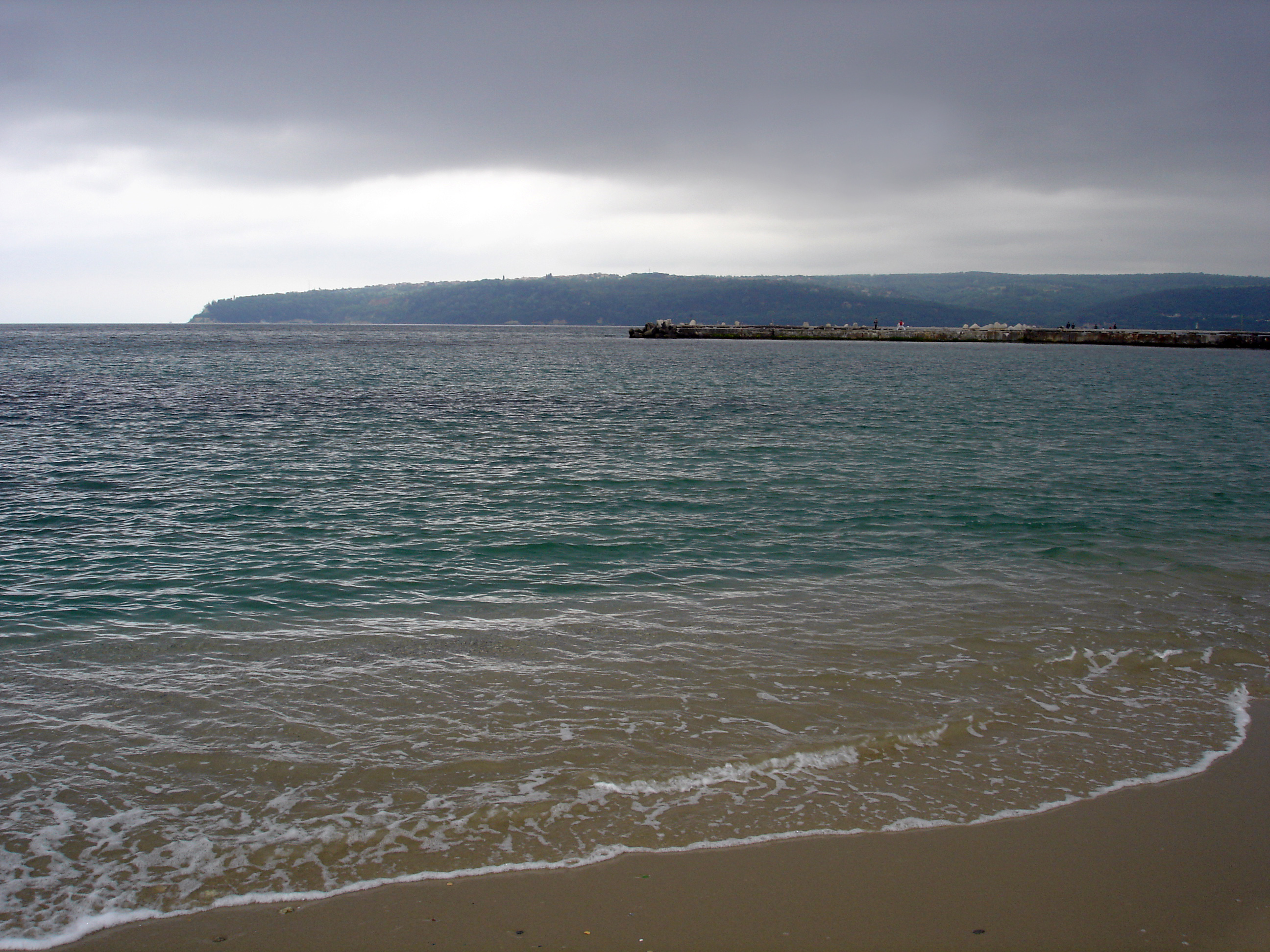
Pohled přes Varenský záliv, v dálce mys Galata, ohraničující záliv na jihu
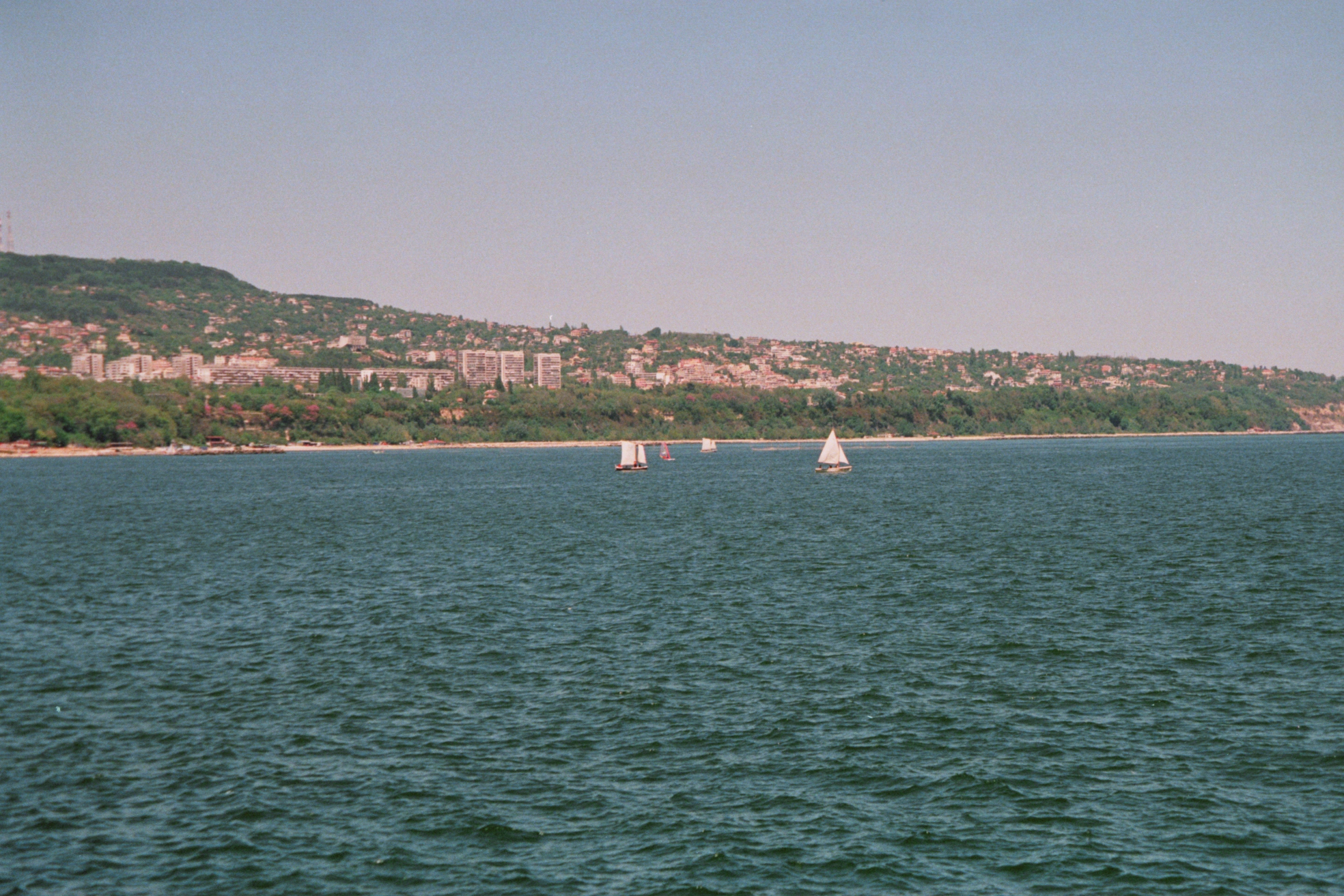
Plachetnice v zátoce
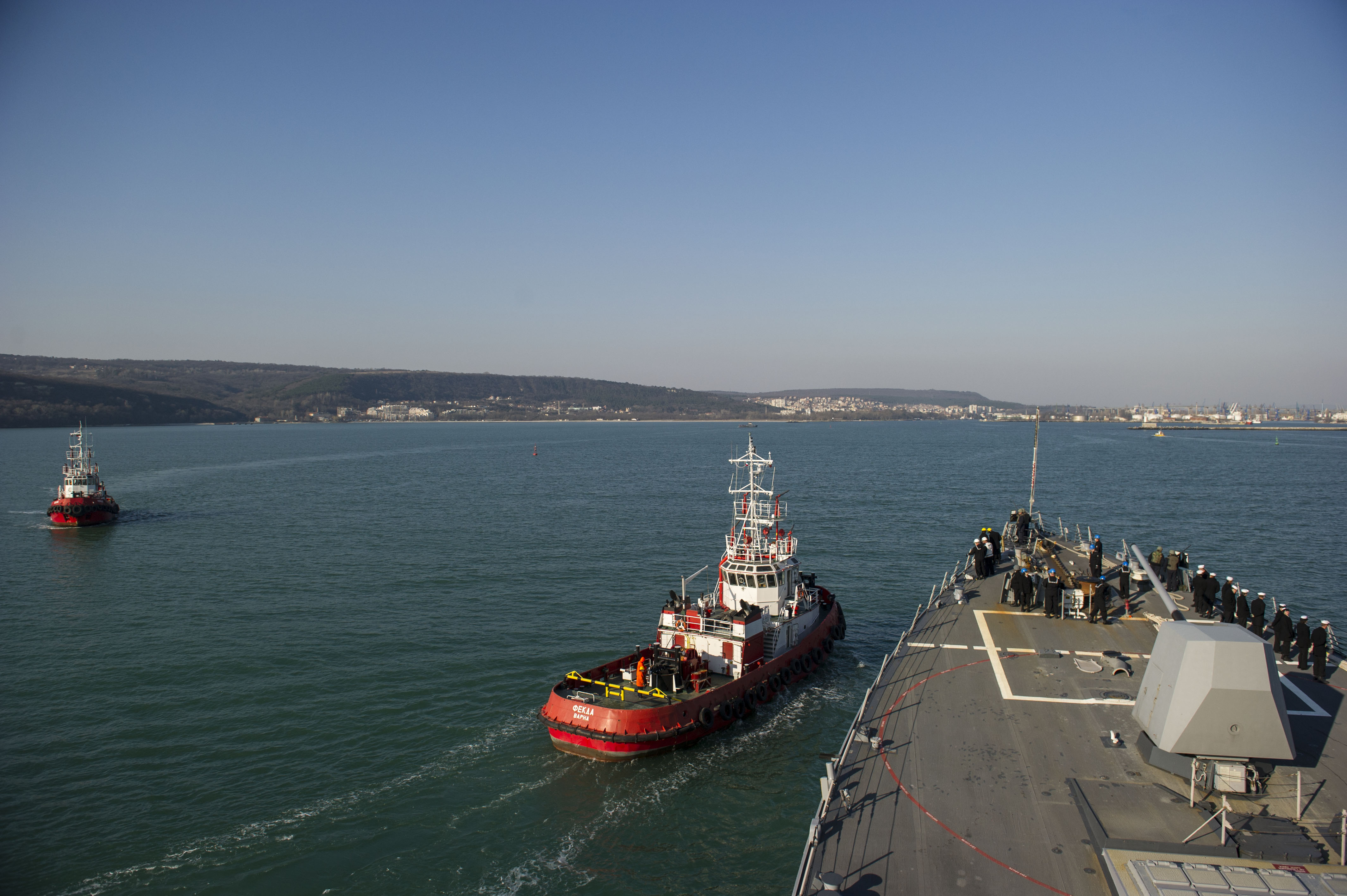
Torpédoborec USS Truxtun (DDG 103) ve Varenském zálivu
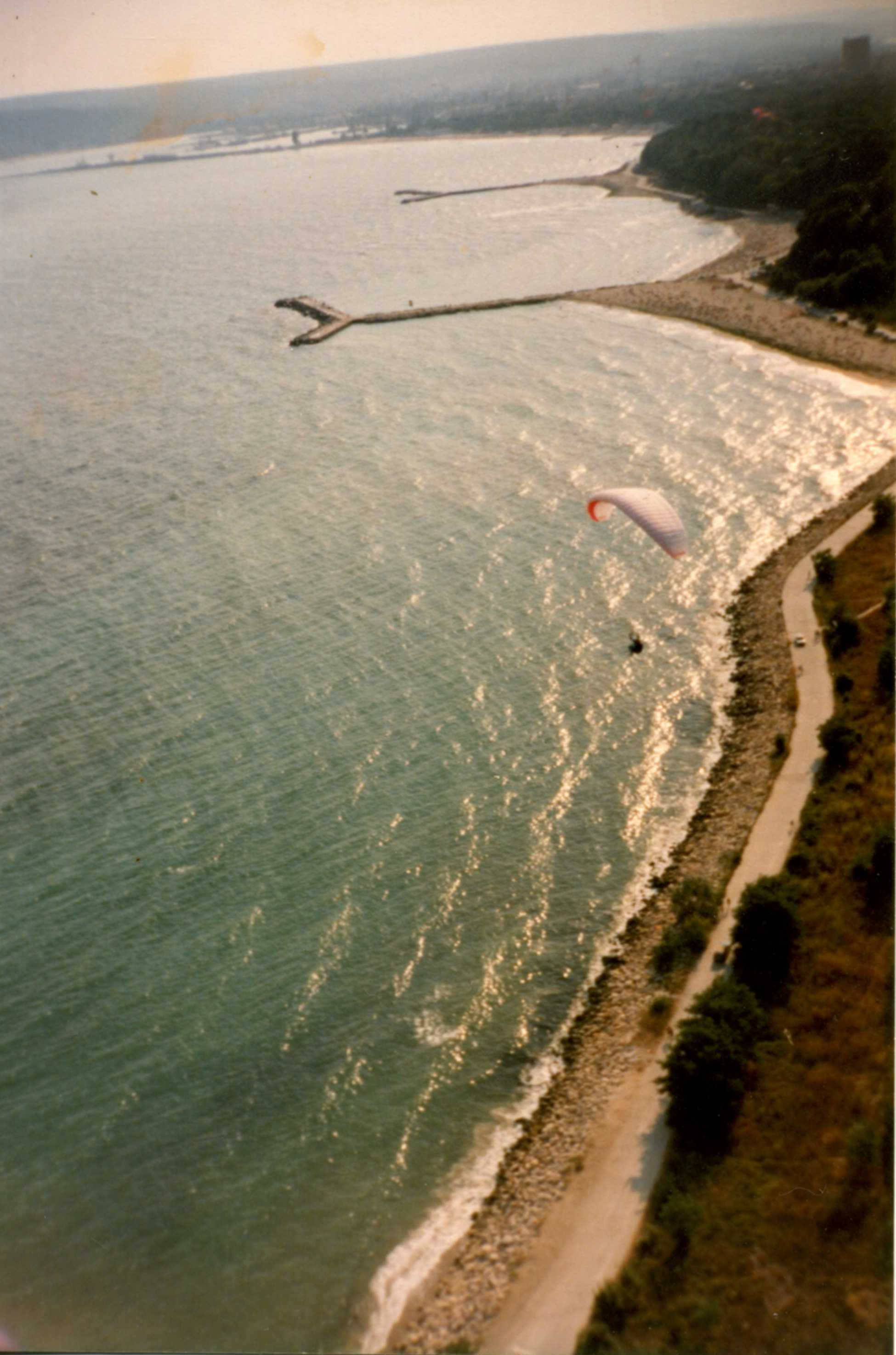
Letecký snímek pláže u Vtora Buna, záliv Varna, 1998